# Matthias Theodor Vogt

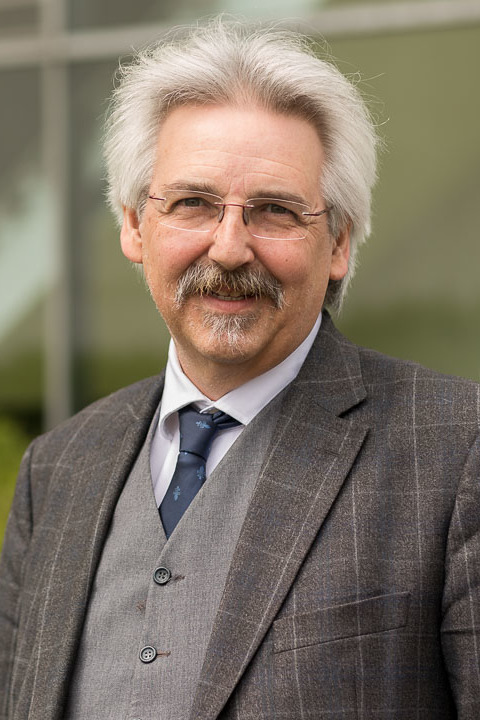
Matthias Theodor Vogt (2016)

Matthias Theodor Vogt (* 5. Mai 1959 in Rom) ist ein deutscher Kulturhistoriker und Autor zahlreicher Studien zu den kulturellen Voraussetzungen der Stärkung demokratischer Potentiale in Europa.
Vogt entwickelte 1992–1995 das Konzept des Sächsischen Kulturraumgesetzes und wirkte federführend an seiner Durchsetzung und Umsetzung mit. Er ist seit 1994 Direktor des Instituts für kulturelle Infrastruktur Sachsen sowie seit 1997 Professor für Kulturpolitik und Kulturgeschichte an der Hochschule Zittau/Görlitz. Die Universität Pécs ernannte ihn 2012 zum Professor honoris causa, die Republik Polen 2014 zum Offizier des polnischen Verdienstordens in Würdigung seines Engagements für die deutsch-polnische Zusammenarbeit. Vogt ist römisch-katholisch, verheiratet und hat drei Kinder.

## Leben
Matthias Theodor Vogt ist in und bei Freiburg im Breisgau aufgewachsen. Er ist ein Enkel des Königsberger Anglisten Theodor Spira (1885–1961), den das NS-Regime 1940 wegen seiner politischen und religiösen Überzeugungen seines Lehrstuhls enthob und der sich nach dem Krieg im Hessischen Kultusministerium für den Ausgleich mit Israel engagierte; Neffe des Mainzer Altphilologen Andreas Spira (1929–2004) sowie Bruder des Marburger Latinisten Gregor Vogt-Spira (* 1956) und des Münchner Sozialethikers Markus Vogt (* 1962).
Vogt studierte Theaterwissenschaften, Philosophie, Germanistik und Musikwissenschaften an den Universitäten München, Paris III, Aix-en-Provence und Berlin, nachdem er zuvor Violoncello zunächst bei Nikolaus Uhlenhut am Konservatorium Basel, später bei Atis Teichmanis (Musikhochschule Freiburg) gelernt hatte. In seiner Münchner Studienzeit war Vogt Privatsekretär bei Hans Lamm, dem Präsidenten der Israelitischen Kultusgemeinde München und Oberbayern. 1983 schloss er mit dem Magister Artium an der Ludwig-Maximilians-Universität München bei Klaus Lazarowicz und Susanne Vill ab. 1988 erfolgte die Promotion zum Dr. phil. bei Carl Dahlhaus an der Technischen Universität Berlin und 2008 zum Dr. habil. an der Universität Pécs. Als Gutachter wirkte er u. a. für die Volkswagen-Stiftung und bei Auswahlverfahren der Studienstiftung des Deutschen Volkes. Vogt hält seit 1983 Vorträge auf Deutsch, Englisch, Französisch und Italienisch überwiegend in Europa, Japan und den Vereinigten Staaten.
Von 1979 bis 1985 publizistische Tätigkeit insbesondere zum Modernen Musiktheater und zum Theaterbau in Frankfurter Allgemeine Zeitung, Neue Zeitschrift für Musik, Österreichische Musikzeitschrift, Falter Wien, Sender Freies Berlin, Bayerischer Rundfunk, Westdeutscher Rundfunk, Saarländischer Rundfunk, Österreichischer Rundfunk, Radio France Musique Paris.
Von 1986 bis 1989 leitete Vogt die Öffentlichkeitsarbeit der Bayreuther Festspiele und war dort unter anderem für die Programmhefte verantwortlich. Er arbeitete bei den Salzburger Festspielen, der Wiener Staatsoper, dem Teatro alla Scala di Milano, der Biennale di Venezia, dem Nationaltheater Russe, der Staatsoperette Moskau, der Musikhochschule Shanghai, dem Théâtre du Châtelet Paris und dem Aquario Romano in Rom, unter anderem mit Luigi Nono, Luciano Berio und Karlheinz Stockhausen bei den Uraufführungen von Prometeo, Un Re in Ascolto und Samstag aus Licht.
Matthias Theodor Vogt gilt als „Vater des Sächsischen Kulturraumgesetzes“ (SächsKRG vom 20. Januar 1994). Das erste deutsche Kulturpflicht- und Kultur-Pflichtzweckverbandgesetz wurde später von der Enquete-Kommission Kultur in Deutschland des Deutschen Bundestages anderen Ländern als Vorbild nahegelegt. Vogt entwickelte das Konzept des Gesetzes und war bis 1995 als Koordinator der sächsischen Kulturräume federführend an seiner Durchsetzung und Umsetzung beteiligt. Eine weitere Berufung an das Staatsministerium für Wissenschaft und Kunst durch Ministerpräsident Kurt Biedenkopf nahm er im November 1995 nicht an.
1994 gründeten Staatsminister Hans Joachim Meyer und Matthias Theodor Vogt das Institut für kulturelle Infrastruktur Sachsen (IKS), dessen Direktor Vogt seither ist. Bundestagspräsident Norbert Lammert zog 2014 ein Resüme der ersten zwanzig Jahre der Institutsarbeit.
1997 wurde Vogt als Professor für Kulturpolitik und Kulturgeschichte an die heutige Fakultät für Management- und Kulturwissenschaften der Hochschule Zittau/Görlitz berufen. Er war 2001–2005 Gastprofessor an der Technischen Universität Dresden, 2002–2010 an der Karls-Universität Prag, 2003 an der Universität Breslau, 2009 an der Universität des Sannio Benevent, 2012 an der Jagiellonen-Universität Krakau sowie 2013 und 2014 Gastdozent an der Universität Wien.
1997 gründete Vogt in gemeinsamer Verantwortung des Instituts für kulturelle Infrastruktur Sachsen und der Hochschule Zittau/Görlitz den Studiengang „Kultur und Management Görlitz“. Schirmherr Federico Mayor, der Generaldirektor der UNESCO, charakterisierte den Görlitzer Ansatz mit den Worten: „Mobilizing support for the arts has become an art in itself. It calls for individuals combining economic flair, a grasp of social legislation, familiarity with an increasingly diverse cultural scene, and an uncompromising commitment to meticulous organization.“ Der Studiengang wurde 1998 vom Stifterverband für die Deutsche Wissenschaft ausgezeichnet.

## Wissenschaft für die politische Praxis
Seit 1990 widmet sich Vogt Forschungen zur kulturellen Grundlage der Transformationsprozesse in Europa. Sein besonderes Interesse gilt der Stärkung demokratischer Potentiale, nicht zuletzt in der deutschen und europäischen Peripherie jenseits der Metropolstädte sowie methodologischen Aspekten der Kulturpolitikwissenschaften.
2016 legte er die Migrationsstudie Ankommen in der deutschen Lebenswelt vor. Sie führt unter anderem frühere Studien zu Minderheiten- und Fremdenfreundlichkeit am Wiederbeginn europäischer Staatlichkeit sowie die Arbeiten Der Fremde als Bereicherung und Minderheiten als Mehrwert des Wissenschaftskollegs Collegium Pontes Görlitz-Zgorzelec-Zhořelec fort.
Die Prinzipal-Agent-Potentiale für eine Stärkung des lokalen Bürgersinns hat Vogt unter anderem in Erlangen, den Mittelstädten Landsberg am Lech und Pforzheim sowie der Kleinstadt Altötting und der Gemeinde Gundelsheim nahe Bamberg untersucht.
Für die Enquete-Kommission Kultur in Deutschland des Deutschen Bundestages analysierte Vogt den Beitrag der Kirchen und Religionsgemeinschaften zum kulturellen Leben in Deutschland.
Im Bereich Minderheitenpolitik forschte er unter anderem zu den Lausitzer Sorben und zur Situation im Kaukasus.
Unter gemeinsamer Schirmherrschaft des deutschen, des polnischen und des tschechischen Außenministers forschte 2002 bis 2009 das trinationale Wissenschaftskollegs Collegium Pontes Görlitz-Zgorzelec-Zhořelec zu Grundfragen sozialer Kohäsion in Europa.
Vogt ist Mitherausgeber des Europäischen Journals für Minderheitenfragen  EJM (Wien, Berlin), der Rivista Interdisciplinare di Studi Europei / Review of Interdisciplinary Studies on Europe RISE (Neapel), des dreisprachigen Journals Culture Management – Kulturmanagement – Zarządzanie Kulturą und der Towarzystwo Doktorantów Uniwersytetu Jagiellońskiego (beide Krakau).
Er verfasste rund 400 Bücher und Aufsätze als Autor, Ko-Autor, Herausgeber und Mitherausgeber.
Im Zusammenhang von Analysen des Soft-Power-Potentials in Afrika nahm Vogt im Februar 2018 die Einladung des Persönlichen Afrikabeauftragten der Bundeskanzlerin und Afrikabeauftragten des Bundesministeriums für wirtschaftliche Zusammenarbeit und Entwicklung (BMZ), Günter Nooke, zu einer Delegationsreise „Zur kulturellen und religiösen Dimension von Nachhaltigkeit“ durch Ghana und Kamerun an und organisierte im Juni 2018 den Gegenbesuch einer Delegation von zwölf Traditionellen Autoritäten aus Subsahara-Afrika (Kamerun, Benin, Gabun) im Freistaat Sachsen. Im Vorfeld eines medienöffentlichen Gesprächs des Afrikabeauftragten mit dem Fachverband Afrikanistik am 13. Februar 2019 bat das BMZ Vogt um eine Einschätzung eines persönlich an den Bundesminister adressierten Protestbriefs vom 15. November 2018, in dem der Fachverband die Entlassung Nookes gefordert hatte. In dem Gutachten listete Vogt eine Sammlung von Komma- und Tippfehlern des Protestbriefs auf und warf der Autorin Raija Kramer Plagiate, „Falschangaben“ und „Verfälschen von Daten“ vor. Am Ende des Schreibens folgte die Empfehlung, dass das Ministerium das Gutachten den Präsidenten der Universität Hamburg, dem Dienstherren von Frau Kramer, übersenden solle. Die Bewertung des Gesprächs mit dem Fachverband, das Vogt moderierte, fiel unterschiedlich aus; Vogt wurde im Nachhinein als „Inquisitor“  bezeichnet, sein Gutachten und sein Verhalten im Gespräch wurden als Einschüchterungsversuche empfunden. Olaf Zimmermann, Geschäftsführer des Deutschen Kulturrates, bewertete Vogts Gutachten als direkten „Einschüchterungsversuch gegenüber einer ehrenamtlichen Vorsitzenden eines Verbandes aus der unmittelbaren Nähe eines Beauftragten der Bundeskanzlerin“ und veröffentlichte das Schreiben.  Vogt bezeichnete das Gespräch als harmonisch und verteidigte sein Gutachten.

## Politik
Vogt gehört dem sozialen Flügel der CDU an und ist regelmäßig für sämtliche Parteien des demokratischen Spektrums tätig.
Vogt war Kandidat der Christlich Demokratischen Union Deutschlands bei den Wahlen zum Europäischen Parlament am 26. Mai 2019. Auf der Landesliste der CDU Sachsen stand er auf Platz 6.

## Zivilgesellschaft
1985–1986 zusammen mit Fumikatsu Inoue, Jerusalem, und Martin Sperlich, Berlin, Initiator eines nicht realisierten Holocaust-Memorials im Berliner Tiergarten.
1991–1994 Vorstandsmitglied des Internationalen Musikfests am Tegernsee (Künstlerische Leitung: Natalja Gutman).
1993–1998 Vorstandsmitglied der e.o.plauen-Gesellschaft Plauen (Präsident: Willi Daume).
Seit 1998 Mitglied der Gesellschaft zur Verleihung des Brückepreises für internationale Verständigung Görlitz; 1999 (Preisträgerin Freya von Moltke; Laudator: Władysław Bartoszewski) und 2000 (Preisträger Arno Lustiger; Laudator: Wolf Biermann) als Präsident.

## Auszeichnungen
1998 Auszeichnung des Stifterverbandes für die Deutsche Wissenschaft für den UNESCO-Studiengang Kultur und Management Görlitz.
2000 Franz-Kafka-Medaille, Prag.
2000 Prize for support of culture and arts der European Union of Arts, Brüssel.
2012 Eötvös József Medaille der Eötvös József Hochschule, Baja.
2014 Offizierskreuz des Verdienstordens der Republik Polen

## Schriften (Auswahl)
- mit Erik Fritzsche, Christoph Meißelbach: Ankommen in der deutschen Lebenswelt. Migranten-Enkulturation und regionale Resilienzstärkung. Geleitwort von Rita Süssmuth und Nachwort von Olaf Zimmermann. Europäisches Journal für Minderheitenfragen Vol. 9 No. 1-2 2016. Berliner Wissenschafts-Verlag 2016, ISBN Print: 978-3-8305-3716-8, E-Book: 978-3-8305-2975-0, ISSN Print: 1865-1089, Online: 1865-1097.
- Wie weiter in der Armenienfrage? Ein Vorschlag zu den möglichen politischen Folgerungen aus dem „Ökumenischen Gottesdienst im Berliner Dom anläßlich der Erinnerung an den Völkermord an Armeniern, Aramäern und Pontos-Griechen“ am 23. April 2015 und der „Debatte zu den Deportationen und Massakern an den Armeniern vor 100 Jahren“ im Deutschen Bundestag am 24. April 2015. Europäisches Journal für Minderheitenfragen, Vol. 8, No. 3, 2015. Verlag Österreich, Wien 2015.
- mit Olaf Zimmermann (Hrsg.): Verödung? Kulturpolitische Gegenstrategien. Beiträge zur Tagung 22./23. November 2013 in Görlitz. Veranstalter: Deutscher Kulturrat und Institut für kulturelle Infrastruktur Sachsen. Edition kulturelle Infrastruktur, Görlitz und Berlin 2013.
- mit Katarzyna Plebańczyk, Massimo Squillante, Irena Alperyte (Hrsg.): Brain Gain through Culture? Researching the Development of Middle Size Cities in Poland, Lithuania, Italy, Hungary, Germany, and France. doi:10.1696/KOL-2012. Görlitz 2012.
- unter Mitwirkung von Vladimir Kreck und den Fellows des Collegium Pontes Görlitz-Zgorzelec-Zhořelec: Empfehlungen zur Stärkung der sorbischen Minderheit durch Schaffung eines abgestimmten Selbstverwaltungs-, Kooperations-, Projekt- und Institutionenclusters. Europäisches Journal für Minderheitenfragen, Vol. 5, No. 4. Wien 2012. S. 211–430.
- unter Mitwirkung von Isabell Ehrlicher, Amandine Laïk, Carolin Eisner, Ulf Großmann: Kultur für Landberg. Stärkung der Innenstadt durch Aufwertung der kulturellen Infrastruktur sowie Erhalt und Entwicklung der einschlägig genutzten Baudenkmäler. Görlitz 2012.
- What is Cultural Policy? Was ist Kulturpolitik? Czym jest polityka kulturalna? In: Emil Orzechowski et al. (Hrsg.): Vol. III (3) Culture management. Kulturmanagement. Zarządzanie kulturą, Krakau 2010. S. 113–136, 15–39, 213–237.
- mit Jan Sokol, Dieter Bingen, Jürgen Neyer und Albert Löhr (Hrsg.): Minderheiten als Mehrwert. (= Schriften des Collegium Pontes. Band VI). Frankfurt am Main u. a. 2010, ISBN 978-3-631-60239-3.
- mit Jan Sokol, Dieter Bingen, Jürgen Neyer und Albert Löhr (Hrsg.): Der Fremde als Bereicherung. (= Schriften des Collegium Pontes. Band V). Frankfurt u. a. 2010, ISBN 978-3-631-60233-1.
- mit Jan Sokol, Beate Ociepka, Detlef Pollack und Beata Mikołajczyk (Hrsg.): Europäisierung im Alltag. (= Schriften des Collegium Pontes. Band IV). Frankfurt am Main u. a. 2009, ISBN 978-3-631-58033-2.
- mit Jan Sokol, Beate Ociepka, Detlef Pollack und Beata Mikołajczyk (Hrsg.): Die Stärke der Schwäche. (= Schriften des Collegium Pontes. Band III). Frankfurt am Main u. a. 2009, ISBN 978-3-631-58032-5.
- mit Jan Sokol, Beate Ociepka, Detlef Pollack und Beata Mikołajczyk (Hrsg.): Peripherie in der Mitte Europas. (= Schriften des Collegium Pontes. Band II). Frankfurt am Main u. a. 2009, ISBN 978-3-631-58031-8.
- mit Jan Sokol, Beate Ociepka, Detlef Pollack und Beata Mikołajczyk (Hrsg.): Bedingungen europäischer Solidarität. (= Schriften des Collegium Pontes. Band I). Frankfurt am Main u. a. 2009, ISBN 978-3-631-58030-1.
- Der Beitrag der Kirchen und Religionsgemeinschaften zum kulturellen Leben in Deutschland. In: Deutscher Bundestag (Hrsg.): Kultur in Deutschland. Schlußbericht der Enquete-Kommission des Deutschen Bundestages. Deutscher Bundestag, K.-Drs. 15/414b. Regensburg 2008, ISBN 978-3-932581-93-9.
- (Hrsg.): Kulturräume in Sachsen. Eine Dokumentation. Mit einer photographischen Annäherung von Bertram Kober und dem Rechtsgutachten von Fritz Ossenbühl. (= Kulturelle Infrastruktur Band I). Universitätsverlag, Leipzig 1. Auflage 1994, 2. Auflage 1996, 3. Auflage 1997, ISBN 3-931922-04-9.
- (Hrsg.) Das Gustav-Mahler-Fest Hamburg 1989. Kassel / Basel / London / New York 1991, ISBN 3-7618-1015-6.
- Die Genese der Histoire du Soldat von Charles-Ferdinand Ramuz, Igor Strawinsky und René Auberjonois. Bamberg 1989 (Zugleich Dissertation an der TU Berlin 1989).